# 흰 코끼리 훈장
흰 코끼리 훈장(태국어: เครื่องราชอิสริยาภรณ์อันเป็นที่เชิดชูยิ่งช้างเผือก, 영어: Order of the White Elephant)은 태국 왕국의 훈장으로 1861년 라마 4세에 의해 제정되었다. 군인에게 하사하는 훈장으로 왕관 훈장보다 높은 등급의 훈장이다.

## 등급
훈장의 등급은 다음 여덟 등급으로 나뉘어 있다.
| 리본 | 수업    | 이름                                                               | 약어   | 전 이름                 | 설립일           | 우선 순위 |
| ---- | ------- | ------------------------------------------------------------------ | ------ | ----------------------- | ---------------- | --------- |
|      | 훈 특등 | 특등 나이트 그랜드 꼬르동 (มหาปรมาภรณ์ช้างเผือก, Knight Grand Cordon) | ม.ป.ช. | -                       | 1909년 11월 16일 | 8         |
|      | 훈 1등  | 나이트 그랜드 꼬르동 (ประถมาภรณ์ช้างเผือก, Knight Grand Cross)        | ป.ช.   | 마하 와라펀 (มหาวราภรณ์) | 1869년           | 10        |
|      | 훈 2등  | 나이트 커맨더 (ทวีติยาภรณ์ช้างเผือก, Knight Commander)                  | ท.ช.   | 줄와라펀 (จุลวราภรณ์)     | 1869년           | 15        |
|      | 훈 3등  | 커맨더 (ตริตาภรณ์ช้างเผือก, Commander)                                 | ต.ช.   | 니파펀 (นิภาภรณ์)         | 1869년           | 23        |
|      | 훈 4등  | 동반자 (จัตุรถาภรณ์ช้างเผือก, Companion)                                | จ.ช.   | 풋싸나펀 (ภูษนาภรณ์)      | 1869년           | 28        |
|      | 훈 5등  | 회원 (เบญจมาภรณ์ช้างเผือก, Member                                     | บ.ช.   | 팁파야펀 (ทิพยาภรณ์)      | 1873년           | 33        |
|      | 훈 6등  | 골드 메달 (เหรียญทองช้างเผือก, Gold Medal)                            | ร.ท.ช. | -                       | 1902년 7월 20일  | 52        |
|      | 훈 7등  | 실버 메달 (เหรียญเงินช้างเผือก, Silver Medal)                          | ร.ง.ช. | -                       | 1902년 7월 20일  | 55        |

## 군인 경찰에 하사
흰 코끼리 훈장 및 왕관 훈장은 육해공 불문하고 군인 및 경찰에 하사되는 경우에는 일정한 규칙이 있다. 보통 계급에 의해 결정된다. 아래의 내용은 그 대응표이다.
- 대장・・・흰 코끼리 훈장 훈 특등
- 중장・・・흰 코끼리 훈장 훈 특등
- 소장・・・왕관 훈장 훈 특등
- 특별 대령・・・흰 코끼리 훈장 훈 이등 혹은 왕관 훈장 훈 1등
- 대령・・・왕관 훈장 훈 2등
- 중령・・・흰 코끼리 훈장 훈 3등
- 소령・・・왕관 훈장 훈 3등
- 대위・・・흰 코끼리 훈 4등
- 중위・・・왕관 훈장 훈 4등
- 소위・・・흰 코끼리 훈 5등 혹은 왕관 훈장 훈 6등
- 준사관 (상사 주요 클래스)・・・왕관 훈장 훈 6등
- 중사・・・왕관 훈장 훈 6등
- 상병・・・왕관 훈장 훈 7등
- 병장・・・왕관 훈장 훈 7등

근속 연수 등 엄격한 조건이 있다.
탐루앙 동굴 조난 사고에는 조난 현장까지 물자를 배달하던 중에 사망했다. 전 태국 왕립 해군 특수부대의 다이버가 중사 (퇴역시)에서 소령으로 특진했다 흰 코끼리 훈장 일등이 수여된 예시가 있다